# برشمبه
برشمبه (بالتركية: Perşembe)‏ هي بلدة ومنطقة في مقاطعة أردو على ساحل البحر الأسود في تركيا. حسب إحصاء عام 2016، بلغ عدد سكان المنطقة 31،065 نسمة، عدد الذكور 15،966 نسمة وعدد الإناث 15،099 نسمة. تبلغ مساحة المنطقة 237 كـم2 (92 ميل2)، وارتفاعها 0 م (0 قدم).

## الأسطورة والتاريخ
تقع برشمبه في شبه جزيرة فونا [التركية] على ساحل البحر الأسود وهي النقطة التي أُجبر فيها جاسون وأرغونوتس الأسطوريين على الهبوط أثناء صراعهما مع عواصف وتيارات البحر الأسود.
كانت فونا لفترة طويلة جزءًا من الإمبراطورية الرومانية وخلفائها الإمبراطورية البيزنطية وإمبراطورية طرابزون. انتهى هذا العصر في عام 1461 عندما انقلب السلطان محمد الثاني على طرابزون، فألحقت فونا بالإمبراطورية العثمانية، على الرغم من وجود مجتمع تركي (قبائل تشيبنيه) في المدينة قبل هذا التاريخ. بحلول عام 1520، كان ميناء فونا مدينة ذات أغلبية مسلمة.
اشتق اسم البلدة من كلمة پنجشنبه الفارسية والتي تعني يوم الخميس.

## ملحوظات
1. ↑  "Area of regions (including lakes), km²". Regional Statistics Database. Turkish Statistical Institute. 2002. اطلع عليه بتاريخ 2013-03-05.
2. 1 2  "Population of province/district centers and towns/villages by districts - 2012". Address Based Population Registration System (ABPRS) Database. Turkish Statistical Institute. اطلع عليه بتاريخ 2013-02-27.
3. ↑  GeoNames (بالإنجليزية), 2005, QID:Q830106
4. ↑  "Nüfus". www.persembe.gov.tr. مؤرشف من الأصل في 2022-12-01. اطلع عليه بتاريخ 2021-08-23.
5. ↑  Statoids. "Statistical information on districts of Turkey". مؤرشف من الأصل في 2023-03-07. اطلع عليه بتاريخ 2009-05-15.

## روابط خارجية
- الموقع الرسمي لمحافظ اللواء باللغة التركية
- الموقع الرسمي لبلدية المنطقة باللغة التركية
- خريطة طريق برشمبه وضواحيها
- صور مختلفة لبرشمبه، أوردو نسخة محفوظة 3 مارس 2016 على موقع واي باك مشين.